# Noëllet

Noëllet este o comună în departamentul Maine-et-Loire, Franța. În 2009 avea o populație de 421 de locuitori.